# Chris Bristow
Christopher William "Chris" Bristow (Londres, 2 de dezembro de 1937 — Spa-Francorchamps, 19 de junho de 1960) foi um automobilista britânico de Fórmula 1 nascido na Inglaterra. 
Morreu jovem, aos 22 anos, juntamente com seu compatriota Alan Stacey. Seu acidente fatal aconteceu no Grande Prêmio da Bélgica de 1960, durante uma disputa com o Ferrari do piloto local Willy Mairesse. Chris perdeu o controle na descida da curva Burnenville, encontrando numa cerca e acabou sendo decapitado.